# Babiak (Lidzbark Warmiński)
Babiak (deutsch Frauendorf) ist ein Dorf in der polnischen Woiwodschaft Ermland-Masuren. Es gehört zur Landgemeinde Lidzbark Warmiński (Heilsberg) im Powiat Lidzbarski (Kreis Heilsberg).

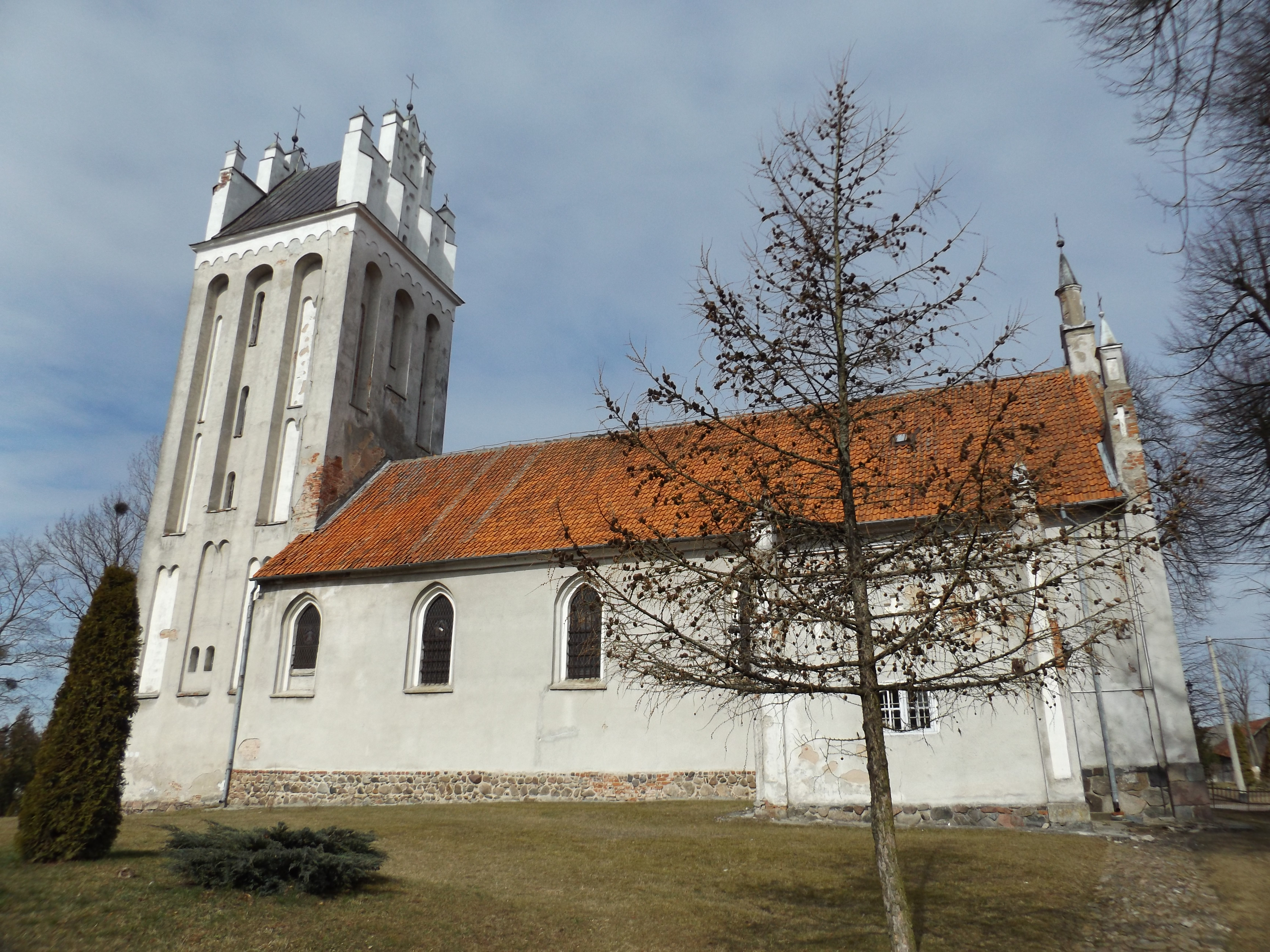
Dorfkirche Babiak

## Geographische Lage
Babiak liegt im Nordwesten der Woiwodschaft Ermland-Masuren, 15 Kilometer nordwestlich der Kreisstadt Lidzbark Warmiński (Heilsberg).

## Geschichte

### Ortsgeschichte
Die Gründung des alten Kirchorts Frauendorf erfolgte durch das Domkapitel Ermland, indem es die Handfeste, datiert auf den 17. Juli 1342, verlieh.
Die Landgemeinde Frauendorf wurde 1874 Amtsdorf und damit namensgebend für einen Amtsbezirk im ostpreußischen Kreis Heilsberg, der bis 1945 bestand, und zu dem vier Orte gehörten.
381 Einwohner zählte Frauendorf im Jahre 1910. Ihre Zahl stieg bis 1933 auf 396 und bis 1939 auf 497.
In Kriegsfolge kam 1945 das gesamte südliche Ostpreußen zu Polen. Frauendorf erhielt die polnische Namensform „Babiak“. Das Dorf ist heute eine Ortschaft im Verbund der Gmina Lidzbark Warmiński (Landgemeinde Heilsberg) im Powiat Lidzbarski (Kreis Heilsberg), von 1975 bis 1998 der Woiwodschaft Olsztyn, seither der Woiwodschaft Ermland-Masuren zugehörig.

### Amtsbezirk (1874–1945)
Zum Amtsbezirk Frauendorf gehörten in der Zeit seines Bestehens die Orte:
| Deutscher Name   | Polnische Name  |
| ---------------- | --------------- |
| Drewenz          | Drwęca          |
| Frauendorf       | Babiak          |
| Groß Klaussitten | Kłusity Wielkie |
| Stabunken        | Stabunity       |

## Religion

### Römisch-katholische Kirche

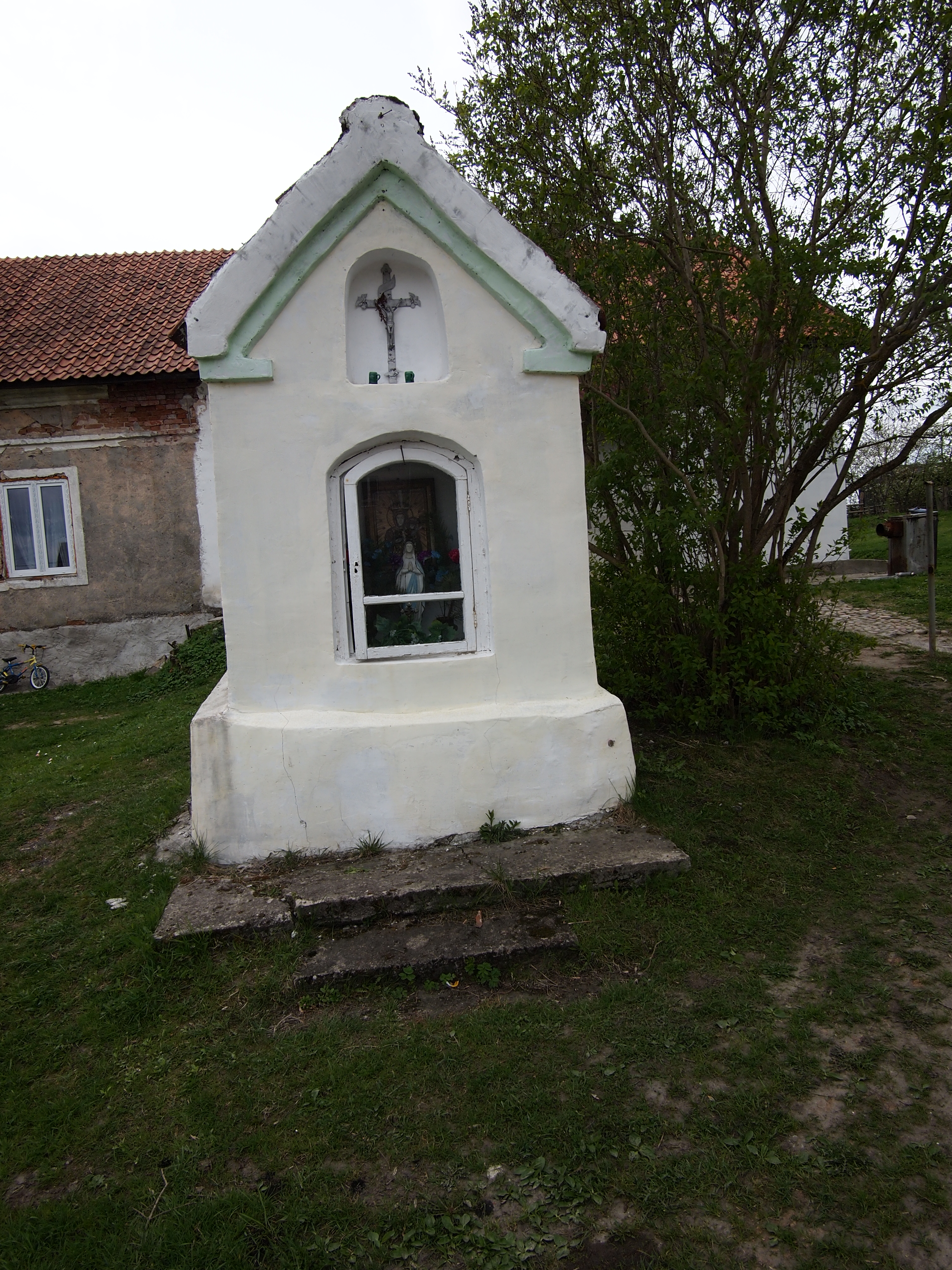
Bildstock in Babiak

In ihrem Kern stammt die Kirche aus der zweiten Hälfte des 14. Jahrhunderts. 1580 erhielt sie wohl auf Wiederaufbau nach Zerstörungen eine neue Weihe. 1864 wurde die Kirche nach Osten erweitert und um eine Sakristei sowie eine Vorhalle ergänzt. Die Ausstattung stammt aus dem zu Ende gehenden 17. und beginnenden 18. Jahrhundert.
Die Pfarrei Babiak gehört zum römisch-katholischen Erzbistum Ermland.

### Evangelische Kirche
Frauendorf war und Babiak ist kein evangelisches Kirchdorf. Der Ort war bis 1945 in die evangelische Pfarrkirche Mehlsack (polnisch Pieniężno) in der Kirchenprovinz Ostpreußen der Kirche der Altpreußischen Union eingegliedert, und ist heute der Diözese Masuren der Evangelisch-Augsburgischen Kirche in Polen zugeordnet.

## Verkehr
Babiak liegt an der verkehrsreichen Woiwodschaftsstraße 513, die den westlichen Teil des Woiwodschaft Ermland-Masuren in West-Ost-Richtung durchfährt und dabei die Städte Pasłęk (Preußisch Holland), Orneta (Wormditt) und Lidzbark Warmiński (Heilsberg) miteinander verbindet.
Eine Bahnanbindung besteht nicht.